# Трухильо, Чедвик
Чедвик Трухильо (также Чад Трухильо; Chadwick A. Trujillo; род. 1973) — американский астроном.
После получения докторской степени в Гавайском университете в 2000 году Трухильо поступил в обсерваторию Джемини, где исследует пояс Койпера и внешнюю Солнечную систему, а также изучает возникновение Солнечной системы и других планетных систем. Во время поисков светлых транснептуновых объектов он стал соучастником, в том числе, открытия карликовых планет Эрида и Макемаке, а также больших астероидов Квавар, (90377) Седна, (90482) Орк и (26375) 1999 DE9.
В марте 2014 года Чедвик Трухильо и Скотт Шеппард из института Карнеги в Вашингтоне объявили об открытии карликовой планеты 2012 VP113, самой далёкой в Солнечной системе.

## Эпонимы
В его честь назван астероид (12101) Трухильо.